# Бутківка (Волгоградська область)
Бутківка (рос. Бутковка) — село у Камишинському районі Волгоградської області Російської Федерації.
Населення становить 44  особи. Входить до складу муніципального утворення Воднобуєрачне сельское поселение.

## Історія
Село розташоване у межах українського історичного та культурного регіону Жовтий Клин.
Згідно із законом від 5 березня 2005 року № 1022-ОД органом місцевого самоврядування є Воднобуєрачне сельское поселение.

## Населення
| 1767  | 1773  | 1788  | 1798  | 1816  | 1834  | 1850  |
| ----- | ----- | ----- | ----- | ----- | ----- | ----- |
| 132   | ↗187  | ↗260  | ↗310  | ↗506  | ↗832  | ↗1277 |
| 1859  | 1883  | 1897  | 1904  | 1911  | 1920  | 1922  |
| ↗1342 | ↘1217 | ↘1119 | ↗1919 | ↗2357 | ↘1204 | ↘872  |
| 1926  | 1931  | 2010  |       |       |       |       |
| ↗1105 | ↗1176 | ↘44   |       |       |       |       |